# Tryphomys adustus
Tryphomys adustus є видом пацюків з Філіппін.

## Середовище проживання
Цей вид є ендеміком острова Лусон (Філіппіни), де він був зареєстрований з провінцій Бенгет, Лагуна та Тарлак. Зустрічається вздовж річки Чіко біля підніжжя гори Дата (1500-1700 м) і біля підніжжя гори Макілінг. Вид був зареєстрований від рівня моря приблизно до 2200 м над рівнем моря. Недавні дослідження національного парку Балбаласанг-Балбалан на півночі острова Лусон і гори Амуяо не змогли зафіксувати вид. Цей вид населяє «вологі місця проживання», такі як вторинні забур'янені ділянки, рисові поля та інші сільськогосподарські території на менших висотах. Також повідомлялося про це з мохового лісу на висоті близько 2500 м в Центральних Кордильєрах і в нижній частині гори Макілінг (100–350 м). Більшість екземплярів потрапили у вторинний або первинний ліс.